# Digswell House
Digswell House est un manoir classé Grade II dans le Hertfordshire, érigé vers 1805–07 par Samuel Wyatt pour l'honorable Edward Spencer Cowper, qui y vit pendant quelques années. Il est construit dans la paroisse de Digswell dont il tire son nom, mais est transféré à Welwyn Garden City en 1921 . La maison se trouve maintenant dans le quartier Knightsfield de Welwyn Garden City . La maison actuelle est érigée un peu à l'est du site sur lequel le manoir précédent se trouvait et est une maison de campagne spacieuse, dans un style architectural qui peut être décrit comme néoclassique.

## Histoire
Un ancien manoir à l'ouest de l'actuelle maison est construit par Sir John Peryent au début du XVe siècle . L'ancien manoir est ensuite habité par les familles de Peryent, Horsey, Sedley et Shallcross. Capability Brown créé une partie du jardin de Digswell entre 1771 et 1773.
Le manoir médiéval est acheté en 1785 par George Clavering-Cowper (3e comte Cowper) et, comme il est en mauvais état, il est démoli en 1805 pour faire place à un nouveau manoir.
La maison est ensuite occupée par Henry Pearse Esquire un marchand des Indes occidentales avec sa femme Mary et ses filles Mary Louisa, Julia Charlotte, Alice Jane et ses fils Cosmo Brice et Ernest Charles et une maison pleine de personnel est indiquée dans le recensement de 1851. Il résidait également au n ° 8, Finsbury-place South, dans la ville de Londres. Il est ensuite déclaré en faillite le 17 juin 1854.
La maison appartient ensuite à Phoebe Tatham, l'épouse de William Smith Brown. Phoebe Tatham a hérité de la richesse de Duncan Dunbar après sa mort alors qu'il est encore célibataire en 1862. Dunbar a été l'un des plus grands magnats du transport maritime du Commonwealth, ayant construit la ligne Dunbar de navires de commerce et de bagnards. Phoebe est sa nièce, la fille aînée de la sœur de Dunbar, Justina, et de son mari, le chirurgien Christopher Tatham. William et Phoebe ont huit enfants. Phoebe est décédée à Digswell le 23 février 1891 et William est décédé le 31 décembre 1891 à Portsea Island.
La maison passe au XXe siècle aux Aclands et pendant la première guerre mondiale, Digswell House sert d'hôpital auxiliaire australien et de maison de retraite pour les soldats australiens blessés, bien que des soldats belges et britanniques y aient également séjourné.
Après la guerre, la maison est achetée par Ebenezer Howard en 1919. De 1928 à 1939, elle est un centre de conférence avec de bonnes liaisons avec Londres grâce au transport ferroviaire local. Il voit passer le Mahatma Gandhi, George Bernard Shaw, Paul Robeson, Lord Beaverbrook et Hugh Gaitskell et d'autres personnalités politiques et intellectuels de premier plan de l'époque.
Après la Seconde Guerre mondiale, Digswell House sert de pension et de lieu de retraite. Entre 1955 et 1957, Digswell House est le pensionnat de l'école Sherrardswood.
La maison reste une retraite pour les artistes jusqu'en 1985, date à laquelle Digswell House est vendue et transformée en un ensemble d'habitations privées. Le Digswell Arts Trust continue ses activités mais part sur un autre site.